# Marek Czekalski
Marek Czekalski (ur. 6 czerwca 1953 w Łodzi, zm. 2 kwietnia 2021 tamże) – polski polityk, samorządowiec, inżynier włókiennictwa. W latach 1994–1998 prezydent Łodzi.

## Życiorys

### Działalność w PRL
Syn Karola i Henryki. Po ukończeniu technikum chemicznego pracował w „Polanilu”. Działał w Związku Młodzieży Socjalistycznej, w drugiej połowie lat 70. był członkiem PZPR.
W 1978 związał się z Komitetem Samoobrony Społecznej „KOR”. W 1980 uczestniczył w tworzeniu „Solidarności”. Wybrany na przewodniczącego Ogólnopolskiej Sekcji Włókienniczej związku i członka zarządu regionu. Był delegatem na I Krajowy Zjazd Delegatów w Gdańsku. Brał udział w dystrybucji wydawnictw drugiego obiegu. Po wprowadzeniu stanu wojennego internowany przez okres roku, później zwolniony z pracy. Rozpoczął działalność w konspiracyjnych strukturach związku, m.in. w Komisji Interwencji i Praworządności, organizował pomoc dla osób represjonowanych z powodów politycznych.
Od 1973 pracował w Przędzalni Czesankowej Anilany „Polanil” w Łodzi. W 1983 ukończył studia na Wydziale Włókienniczym Politechnice Łódzkiej.

### Działalność od 1989
W 1989 działał w Wojewódzkim Komitecie Obywatelskim. W tym samym roku współtworzył Łódzkie Towarzystwo Inicjatyw Społecznych. W 1990 został wybrany na radnego łódzkiej rady miejskiej. Koordynował prezydencką kampanię wyborczą Tadeusza Mazowieckiego. Należał do Ruchu Obywatelskiego Akcja Demokratyczna, po powstaniu Unii Demokratycznej został jej przewodniczącym w województwie łódzkim, którą to funkcję pełnił przez dwie kadencje.
W latach 1993–1994 był prezesem zarządu Zakładów Wyrobów Obiciowych VERA. Po wyborach samorządowych w 1994 został powołany na urząd prezydenta Łodzi z ramienia koalicji Unii Wolności (i skupionych wokół niej organizacji startujących w tych wyborach jako komitet „Nowa Łódź”) oraz Łódzkiego Porozumienia Obywatelskiego. Sojusz ten rozpadł się po dwóch latach, kiedy to ŁPO przeszło do opozycji, a Marek Czekalski stworzył nowy zarząd miasta przy nieformalnym poparciu SLD. Urząd prezydenta Łodzi sprawował do końca tej kadencji samorządu (1998).
Rok wcześniej objął stanowisko przewodniczącego łódzkiej Unii Wolności, którą to funkcję pełnił do 2001. Był także członkiem władz krajowych UW. W 1998 został ponownie łódzkim radnym, a następnie wiceprzewodniczącym rady miejskiej.
W czerwcu 2001, na kilka miesięcy przed wyborami parlamentarnymi, w których miał otwierać okręgową listę kandydatów UW do Sejmu, został zatrzymany i następnie tymczasowo aresztowany pod zarzutem rzekomego przyjęcia łapówki za ułatwienie inwestorom budowy centrum handlowego M1 (tymczasowe aresztowanie uchylono już po dwóch tygodniach). Postępowanie karne toczyło się w różnych instancjach przez blisko 10 lat, ostatecznie w lutym 2011 Marek Czekalski (nieprzyznający się do sprawstwa) został prawomocnie uniewinniony od popełnienia zarzucanego mu czynu.
Po odejściu z urzędu prezydenta pracował w spółkach prawa handlowego. Był też wicedyrektorem ds. administracyjnych w łódzkim Muzeum Tradycji Niepodległościowych, a także głównym specjalistą w łódzkim Miejskim Przedsiębiorstwie Komunikacyjnym. W 2013 wszedł w skład rady programowej Centrum Dialogu im. Marka Edelmana.
Został pochowany w alei zasłużonych na cmentarzu Doły w Łodzi.

## Odznaczenia
- Krzyż Kawalerski Orderu Odrodzenia Polski (1999)[13]
- Odznaka „Zasłużony Działacz Kultury” (1999)[3]